# Liste der Kulturdenkmäler in Kastellaun
In der Liste der Kulturdenkmäler in Kastellaun sind alle Kulturdenkmäler der rheinland-pfälzischen Stadt Kastellaun aufgeführt. Grundlage ist die Denkmalliste des Landes Rheinland-Pfalz (Stand: 27. Oktober 2023).

## Denkmalzonen
| Bezeichnung                      | Lage                     | Baujahr                | Beschreibung | Bild                           |
| -------------------------------- | ------------------------ | ---------------------- | --- | ------------------------------ |
| Denkmalzone Burgruine Kastellaun | Schloßstraße Lage        | frühes 14. Jahrhundert | Ruine der im frühen 14. Jahrhundert gegründeten, 1689 zerstörten keilförmigen Anlage mit Ober- und Niederburg; Palas mit zum Teil dreigeschossiger Westwand und der Westhälfte des anschließenden Rechteckturms, beide mit Bogenfriesen; durch Grabungen nachgewiesener Rechteckbau; Bergfried; an der Stelle der Niederburg die katholische Kirche | weitere Bilder Fotos hochladen |
| Denkmalzone Jüdischer Friedhof   | Hasselbacher Straße Lage | um 1879                | gegründet um 1879, 37 Grabstelen von 1885 bis 1933 | weitere Bilder Fotos hochladen |

## Einzeldenkmäler
| Bezeichnung                      | Lage                                            | Baujahr                           | Beschreibung | Bild                                    |
| -------------------------------- | ----------------------------------------------- | --------------------------------- | --- | --------------------------------------- |
| Stadtbefestigung                 | Burgweg, Marktstraße, Vordere Eifelstraße etc.  | erste Hälfte des 14. Jahrhunderts | Mauerzüge der ehemals trapezförmig angelegten Stadtbefestigung, wohl aus der ersten Hälfte des 14. Jahrhunderts; erhalten Mauerzug an der Rückseite der Häuser am Burgweg (⊙) und westlich der evangelischen Kirche (⊙); an Burgweg 6 rekonstruierte Pforte (⊙); Mauerteile im rückwärtigen Teil von Vordere Eifelstraße 13 und 15, daneben Mauer mit Wehrgang rekonstruiert (⊙); Rest eines Turmes und Torbogen bei Marktstraße 14 (⊙); parallel zur Marktstraße (⊙) und unterhalb der evangelischen Kirche Teile des Grabens (⊙) der Nordseite | Direkt Bild zu diesem Denkmal hochladen |
| Katholisches Pfarrhaus           | Adolph-Kolping-Platz 1 Lage                     | um 1700                           | ehemaliges Rentamt der Markgrafen von Baden bzw. der Herzöge von Pfalz-Zweibrücken; zweiflügeliges Fachwerkhaus, teilweise massiv und verschiefert, um 1700; 1973/74 bis auf den tonnengewölbten Keller abgetragen und neu errichtet | BW                                      |
| Wohn- und Geschäftshaus          | Bahnhofstraße 17 Lage                           | um 1900                           | Zweiflügelbau, Neurenaissance, um 1900 | BW                                      |
| Villa                            | Bahnhofstraße 23 Lage                           | um 1920                           | Villa, Pyramidaldach, um 1920 | BW                                      |
| Villa                            | Bahnhofstraße 38 Lage                           | 1922                              | stattlicher Walmdachbau mit expressionistischem Portal, bezeichnet 1922 | BW                                      |
| Wohnhaus                         | Bahnhofstraße 54 Lage                           | 1921                              | freistehendes Wohnhaus, teilweise Fachwerk, bezeichnet 1921 | BW                                      |
| Wohn- und Geschäftshaus          | Bopparder Straße 11 Lage                        | 1808                              | Walmdachbau, bezeichnet 1808 | BW                                      |
| Friedhofskapelle                 | Bucher Straße 10 Lage                           | 1728                              | ehemalige Pfarrkirche Hl. Kreuz; Saalbau, 1728; bauliche Gesamtanlage mit dem Friedhof | BW                                      |
| Friedhofskreuz und Grabkreuze    | Bucher Straße, bei Nr. 10 auf dem Friedhof Lage | 18. und 19. Jahrhundert           | Friedhofskreuz, 1858; zwei Grabkreuze, 18. Jahrhundert; drei Grabkreuze, Basalt, 19. Jahrhundert; fünf Grabkreuze, Gusseisen, Rheinböllener Hütte, Ende des 19. Jahrhunderts | BW                                      |
| Schulhaus                        | Burgweg 8 Lage                                  | vor 1845                          | ehemalige katholische Schule; spätklassizistischer Schieferbruchsteinbau, kurz vor 1845 | Fotos hochladen                         |
| Wohnhaus                         | Burgweg 10 Lage                                 | 18. Jahrhundert                   | Fachwerkhaus, teilweise massiv, verputzt, 18. Jahrhundert, Fachwerkanbau | BW                                      |
| Kriegerdenkmal                   | Hasselbacher Straße Lage                        | um 1900                           | Kriegerdenkmal 1870/71, Sandstein-Obelisk | BW                                      |
| Evangelische Kirche              | Kirchplatz 4 Lage                               | erste Hälfte des 14. Jahrhunderts | dreischiffiges Langhaus, erste Hälfte des 14. Jahrhunderts; Turm wohl aus der ersten Hälfte des 14. Jahrhunderts; Chor, 15. Jahrhundert; bauliche Gesamtanlage | weitere Bilder Fotos hochladen          |
| Wohnhaus                         | Kirchstraße 13/15 Lage                          | 17. Jahrhundert                   | Fachwerkhaus, Krüppelwalmdach, 17. Jahrhundert | Fotos hochladen                         |
| Wohn- und Geschäftshaus          | Kirchstraße 17 Lage                             | um 1700                           | breitgelagerter Krüppelwalmdachbau, teilweise Fachwerk, verputzt, um 1700 | Fotos hochladen                         |
| Haus Maull                       | Marktstraße 4 Lage                              | 1755                              | zweiflügeliges, dreigeschossiges Fachwerkhaus, teilweise massiv und verschiefert, bezeichnet 1755, Erweiterung/Veränderung im 19. Jahrhundert | Fotos hochladen                         |
| Stadtmauerreste                  | Marktstraße, neben Nr. 4 Lage                   | 1747                              | Stadtmauer-Torbogen, bezeichnet 1747; Stadtmauerturm | Fotos hochladen                         |
| Wohnhaus                         | Marktstraße 16 Lage                             | um 1890                           | Fachwerkhaus, verputzt, reicher Putzstuck, Karyatiden, um 1890 | BW                                      |
| Hotel „Zum Schwanen“             | Marktstraße 17 Lage                             | 17. Jahrhundert                   | ehemaliges Hotel „Zum Schwanen“; Fachwerkhaus, teilweise massiv, abgewalmtes Mansarddach, wohl aus dem 17. Jahrhundert | BW                                      |
| Scharfensteiner Hof              | Marktstraße 22 Lage                             | 1724                              | dreigeschossiges Fachwerkhaus, teilweise massiv und verschiefert, Mansardwalmdach, bezeichnet 1724 | Fotos hochladen                         |
| Wohnhaus                         | Schloßstraße 5 Lage                             | frühes 18. Jahrhundert            | Fachwerkhaus, teilweise massiv, reiches Zierfachwerk, Mansarddach, wohl aus dem frühen 18. Jahrhundert; durch Ladeneinbau verändert | Fotos hochladen                         |
| Wohnhaus                         | Schloßstraße 7 Lage                             | Anfang des 19. Jahrhunderts       | Fachwerkhaus, teilweise massiv, verputzt, Mansarddach, Anfang des 19. Jahrhunderts | Fotos hochladen                         |
| Wohnhaus                         | Schloßstraße 10 Lage                            | 18. Jahrhundert                   | ehemaliges katholisches Pfarrhaus; Massivbau mit Ecklisenen, Mansarddach, 18. Jahrhundert | Fotos hochladen                         |
| Zehntscheune                     | Schloßstraße 15 Lage                            | 18. Jahrhundert                   | ehemalige Zehntscheune; eingeschossiger Mansardwalmdachbau, 18. Jahrhundert | BW                                      |
| Katholische Kirche zum Hl. Kreuz | Schloßstraße 17 Lage                            | 1899–1902                         | neugotische Basilika, 1899–1902, Architekt Eduard Endler, Köln | weitere Bilder Fotos hochladen          |
| Badische Amtskellerei            | Schloßstraße 19 Lage                            | 1670                              | ehemalige Badische Amtskellerei; abgewalmter Mansarddachbau, bezeichnet 1670 | BW                                      |